# Lotsbåten Ilse
Lotsbåten Ilse är en svensk tidigare lotsbåt, som byggdes 1906 som en "3:e klassens lotskutter" för att bli privatägd tjänstebåt för lotsarna på Väderöarna. Hon var i tjänst som lotsbåt där 1908-1958.
Ilse är en 10,5 meter lång, kravellbyggd och spetsgattad båt av ek med däck av furu, av kostertyp. Hon är gaffelriggad, med klyvare och toppsegel. Den sammanlagda segelytan är 88 kvadratmeter
Ursprungligen var hon en rent seglande båt, men fick en June Munktell tändkulemotor på 25 hk 1924. Denna ersattes 2006-2007 av en dieselmotor i samband med en övergripande renovering på Öckerö båtvarv.
Ilse blev fritidsbåt 1959. Hon k-märktes av Statens maritima museer 2007. 
Ilse drivs av Föreningen för lotsbåten Ilse. Hon har sin hemmahamn i Fjällbacka.